# Свято-Троїцький кафедральний собор (Ковель)

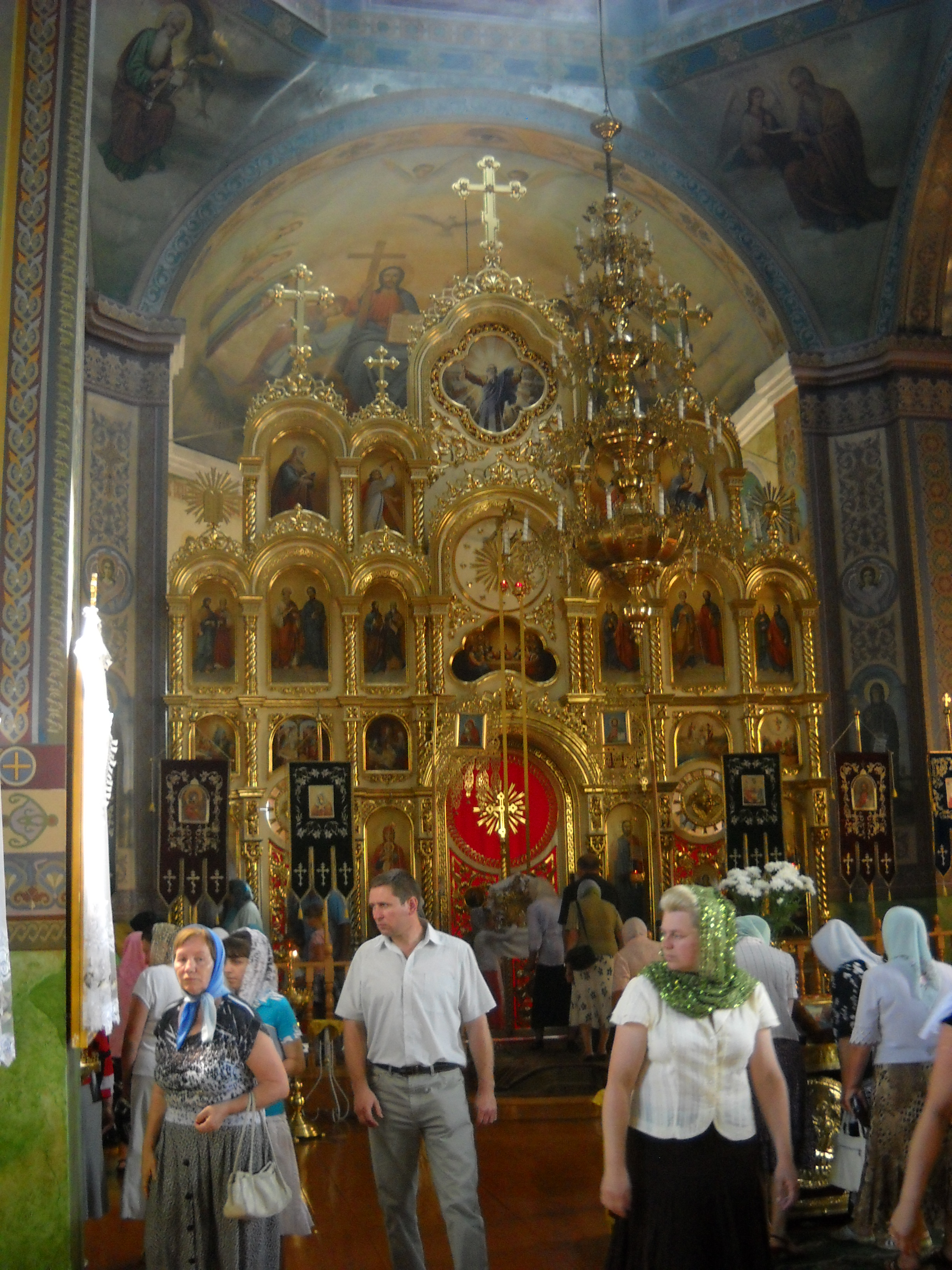
Інтер'єр собору

Собор Святої Трійці — православний собор у Ковелі, що належить до Володимирсько-Волинської єпархії Української Православної Церкви Московського Патріархату.
Собор Святої Трійці був одним із храмів, зведених у Ковелі після проголошення незалежності України. 25 березня 1991 року була зареєстрована парафія Святої Трійці; того ж року волинський і луцький єпископ Варфоломій (Ващук) освятив фундамент церкви, що зводилася для її потреб. Її будівництво було повністю профінансовано вірянами, без підтримки з боку держави. Перше богослужіння в храмі відбулося в 1994 році, під час святкування Пасхи. 1 вересня 1997 року митрополит Київський і всієї України Володимир (Сабодан) освятив готовий собор.
У храмі особливою пошаною користуються мощі святої Марії Магдалини та святого новомученика митрополита Київського Володимира (Богоявленського).